# Fenestron

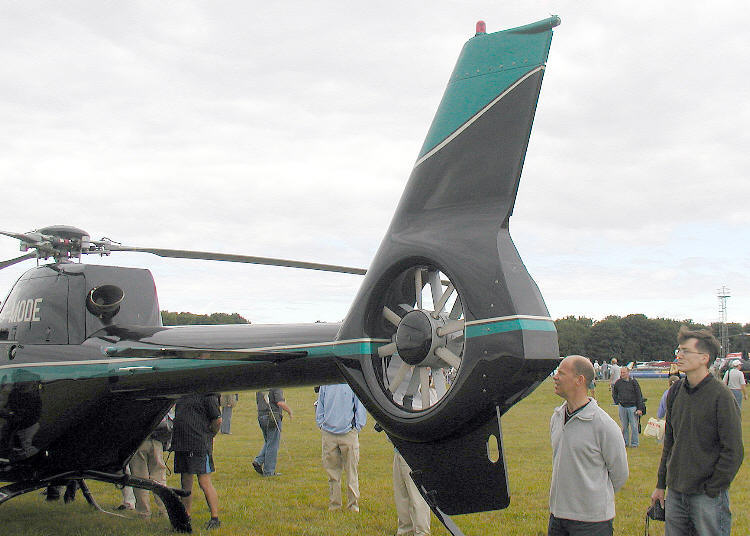
Fenestron na Eurocopteru EC 120B

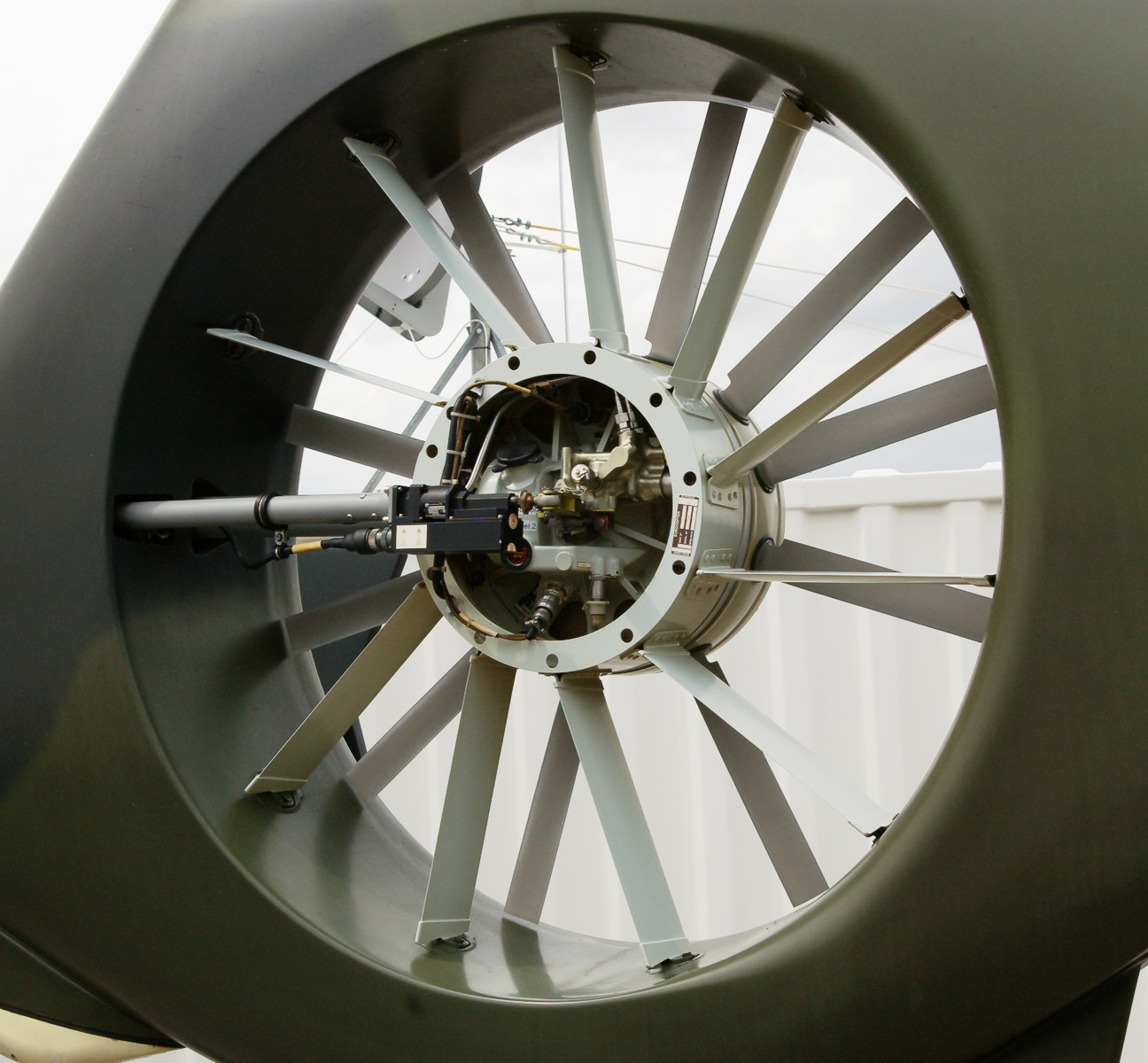
Otevřená mechanika fenestronu na Eurocopteru EC 135

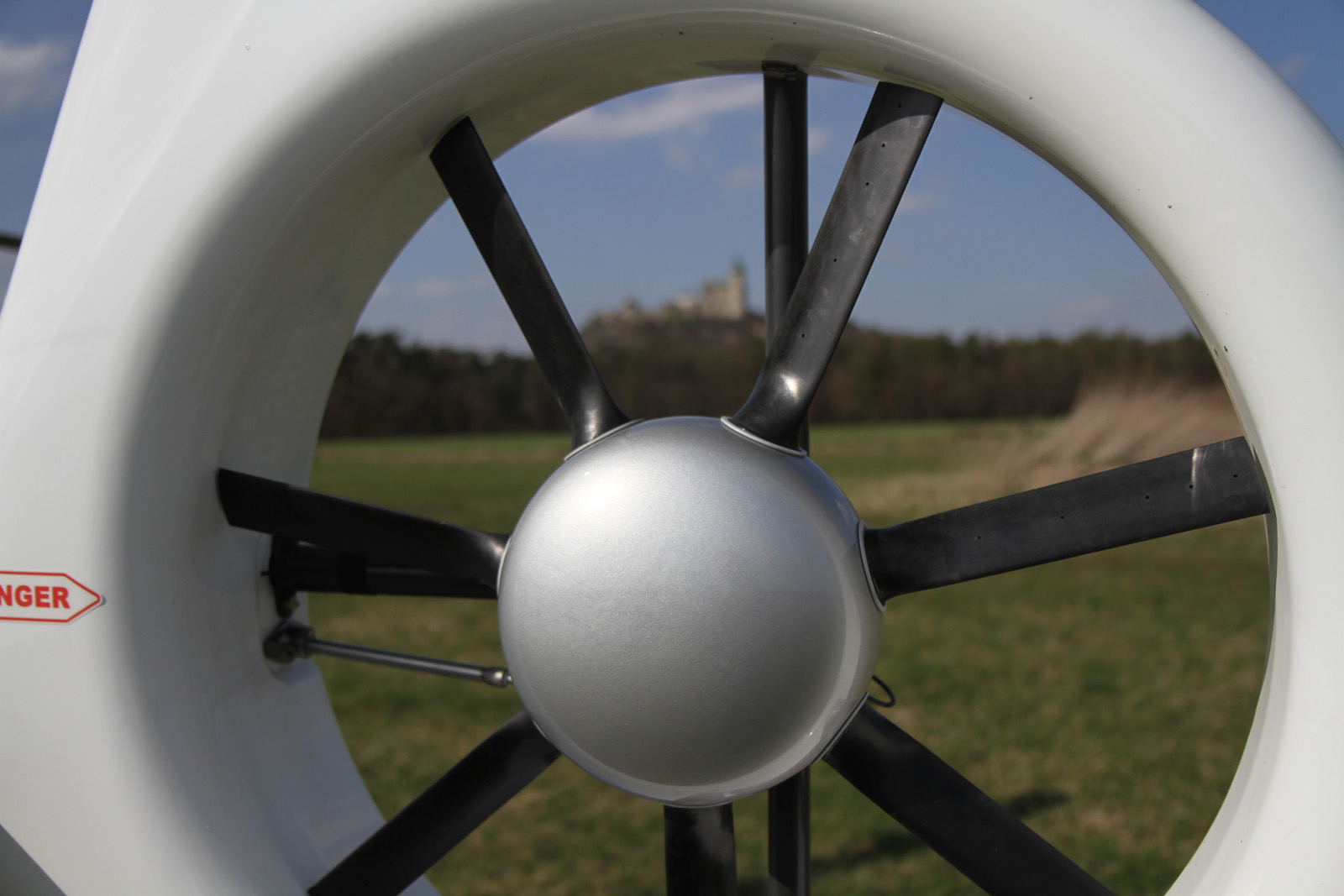
Fenestron na vrtulníku Guimbal Cabri G2

Fenestron je zcela uzavřený ocasní rotor. V podstatě se jedná o tunelový ventilátor zabudovaný v ocasní části vrtulníku, jehož účelem je, stejně jako u běžných ocasních rotorů, kompenzace kroutícího momentu hlavního rotoru.
Název Fenestron je ochrannou známkou společnosti Eurocopter.

## Historie
Vyrovnávací rotor Fenestron byl poprvé použit na konci šedesátých let na druhém experimentálním modelu SA 340 a později na modelu Aérospatiale Gazelle. Tunelový ventilátor byl rovněž použit na projektu vrtulníku Boeing-Sikorsky RAH-66 Comanche, který byl roku 2004 zrušen.

## Konstrukce
Na rozdíl od běžných ocasních rotorů, které mívají maximálně 5 listů, mají Fenestrony 7 až 18 listů. Tyto listy bývají uspořádány v různých vzdálenostech, čímž dochází k výraznému snížení hlučnosti. Krytí Fenestronu umožňuje vyšší počet otáček a tedy i menší rozměry než jsou u klasických rotorů.

## Výhody / Nevýhody

### Výhody
- Menší rozměry umožňují umístit fenestron výše nad osoby nebo předměty na zemi a tím zvyšuje jejich bezpečnost.
- Díky větší vzdálenosti od země a celkovému uzavření je fenestron méně náchylný na zničení cizími tělesy.
- Velké množství listů snižuje hlučnost a vibrace.
- Větší tolerance k poškození díky soustředění velké části rotující hmoty blízko osy otáčení.
- Větší odolnost vůči vírovému prstenci.
- Menší výkon potřebný v letu díky velké ploše stabilizátoru.

### Nevýhody
- Vyšší hmotnost.
- Vyšší odpor vzduchu krytí fenestronu.
- Vyšší konstrukční náklady.
- Potřeba většího výkonu motoru ve visu.

## Vrtulníky s Fenestronem
- Aérospatiale Gazelle
- Eurocopter EC 135
- Eurocopter EC 155
- Eurocopter EC 120 Colibri
- Eurocopter Cougar
- Eurocopter Dauphin
- Eurocopter Gazelle
- Guimbal Cabri G2
- Kamov Ka-60
- Kawasaki OH-1